# ريان غريفيثز
ريان غريفيثز (بالإنجليزية: Ryan Griffiths)‏ هو موسيقي وعازف قيثارة أسترالي، ولد في 14 فبراير 1978 في سيدني في أستراليا.